# حساب گزاره‌ای

تصویری از هر چهار روش خلق حساب گزاره ای

حساب گزاره‌ها یا حساب گزاره‌ای (به انگلیسی: Propositional calculus) سامانه‌ای است صوری (Formal) که به نمایش مواد و اصول منطق گزاره‌ای می‌پردازد. گزاره‌ها و ترکیب آن با ادوات منطقی شکل می‌گیرد. گزاره‌های مورد توجه منطق گزاره‌ها فقط گزاره‌های خبری‌ست. در منطق کلاسیک یا  منطق دو ارزشی، گزاره‌ها دارای دو ارزش درست یا نادرست هستند.
تذکر: بعضی منطق‌دان‌ها منطق گزاره‌ها را منطق جمله‌ها خواندند، ولی، به نظر می‌رسد با توجه به تفاوت زبانی گزاره و جمله و اینکه گزاره، فقط به جملهٔ خبری گفته می‌شود، عبارت منطق گزاره‌ها صحیح‌تر است.

## تاریخچه
با وجود اینکه منطق گزاره‌ای (یا معادلاً "حساب گزاره‌ای") توسط فلاسفهٔ ماقبل مورد اشاره قرار گرفته بود، توسط رواقیون به یک منطق سوری توسعه یافت و خریسپیوس آن را گسترش داد. این منطق متمرکز بر گزاره‌ها بود. این پیشرفت با منطق قیاسی سنتی که مبتنی بر روابط است متفاوت بود. با این وجود با گذر زمان منطق گزاره‌ای توسعه یافته توسط رواقیون دیگر مورد فهم نبود و در نتیجه این سیستم توسط پیتر آبلارد بازآفرینی شد.
منطق گزاره‌ای در نهایت توسط منطق نمادین اصلاح شد. گوتفرید لایبنیتس به خاطر کارهایش در حساب دیفرانسیل و انتگرال استدلالی به عنوان بنیان‌گذار منطق نمادین شناخته می‌شود. با وجود این که آثار او اولین در نوع خود به حساب می‌آمد اما برای جامعهٔ علمی ناشناخته بود. در نتیجه بسیاری از پیشرفت‌های حاصله به لایبنیتس به‌طور کاملاً مستقل از او توسط منطق‌گرایانی مانند جرج بول و آگوستوس دمورگان دوباره به‌دست آمد.
درست همان‌گونه که منطق گزاره‌ای به نوعی یک پیشرفت در مقایسه با دستگاه قدیمی‌تر منطق قیاسی است، منطق محمولاتی ابداع شده توسط گوتلاب فرگ هم پیشرفتی در مقایسه با منطق گزاره‌ای به حساب می‌آید. منطق محمولاتی به عنوان "تلفیقی از ویژگی‌های شاخص منطق قیاسی و منطق گزاره‌ای" توصیف شده‌است، در نتیجهٔ آغازگر دورانی تازه در تاریخ منطق است. با این وجود پیشرفت‌های جدید در منطق گزاره‌ای بعد از فرگ هم انجام گرفته‌است از جمله کسر طبیعی، درخت‌های درستی و جدول ارزش. کسر طبیعی توسط گرهارد گنتزن و جان لوکاسویچ ابداع شده‌است اما در مورد منشأ اختراع جدول درستی بحث و اختلاف نظر وجود دارد.
ایده‌های پشت جدول ارزش در نوشته‌های هر دو فرگ و برتراند راسل یافت شده‌اند، با این حال ساختار جدولی (یعنی قرار دادن مقادیر درستی در جدول‌ها) عمدتاً به لودویگ ویتگنشتاین، امیل لئون پست یا هر دو نسبت داده می‌شود (مستقل از یکدیگر). جدا از فرگ و راسل، دیگرانی که به داشتن نظریاتی ماقبل جدول‌های درستی شناخته می‌شوند، عبارتند از: فیلو، بول، چارلز سندرز پرس و ارنست شرودر. همچنین علاوه بر پست و ویتگنشتاین ساختار جدولی را منتسب به افرادی چون لوکاسویچ، شرودر، آلفرد نورث وایت‌هد ،ویلیام استنلی جوونز، جان ون و کلارنس اروینگ لوویس می‌دانند. در نهایت بعضی چون جان شاشکی این‌گونه نتیجه‌گیری می‌کنند که «بدیهی است که هرکسی می‌تواند مخترع جدول ارزش شناخته شود.»

## اصطلاح‌شناسی
به‌طور کلی، یک حساب دستگاه صوری است که از مجموعه‌ای از عبارات نحوی، یک زیرمجموعهٔ مشخص از این عبارات (اصول) به علاوهٔ مجموعه‌ای از قواعد صوری تشکیل شده که یک رابطهٔ زوج مرتبی خاص را، به قصد آن که به عنوان یک هم نهشتی منطقی دریافت شود، روی فضای عبارات تعریف می‌کند.
هنگامی که قرار است دستگاه صوری یک نظام منطقی باشد، عبارات باید به صورت احکام برداشت شوند، قواعد شناخته شده به عنوان قوانین استنتاج معمولاً درستی نگهدار هستند. در این ساختار قوانین (که ممکن است شامل اصول شوند) می‌توانند برای به‌دست آوردن (استنتاج) فرمول‌هایی که بیانگر احکام درست هستند از فرمول‌های داده شده بر اساس احکام درست مورد استفاده قرار گیرند.
مجموعهٔ اصول ممکن است تهی، یک مجموعه متناهی ناتهی، یک مجموعهٔ شمارای نامتناهی یا طرح‌واره‌ای از اصول باشد. صرف و نحو صوری به‌طور بازگشتی عبارات و فرمول‌های خوش‌فرم زبان را توصیف می‌کند. به علاوه ممکن است یک معناشناسی داده شود که درستی و ارزش‌گذاری را تعیین کند (همان تفسیرها).
زبان یک منطق گزاره‌ای تشکیل شده از موارد زیر است:
۱- مجموعه‌ای از نمادهای ابتدایی که با الفاظ مختلف از جمله فرمول‌های اتمی، جانگهدارها، ورتنده‌های گزاره‌ای یا متغیر شناخته می‌شوند.
۲- مجموعه‌ای از عملگرها که با نام‌هایی مانند رابط‌های منطقی یا عملگرهای منطقی شناخته می‌شوند.
یک فرمول خوش‌ساخت می‌تواند یک فرمول اتمی یا هر فرمول دیگری که می‌تواند بر اساس فرمول‌های اتمی و با استفاده از عملگرها در حوزهٔ قوانین نحوی ساخته شود باشد.
ریاضی‌دانان گاهی اوقات میان ورتنده‌های گزاره‌ای، متغیرهای گزاره‌ای و طرح‌واره تمایز قایل می‌شوند. ورتنده‌های گزاره‌ای یک گزارهٔ خاص را نمایش می‌دهند در حالی که متغیرهای گزاره‌ای تمام مجموعه فرمول‌های اتمی را فرا می‌گیرند. رایج است که ورتنده‌های گزاره‌ای را با {\displaystyle B}، {\displaystyle A} و {\displaystyle C} و متغیرهای گزاره‌ای را با {\displaystyle Q}، {\displaystyle P} و  {\displaystyle R} نشان دهند. برای طرح‌واره هم معمولاً از حروف الفبای یونانی  {\displaystyle \varphi \,\!}، {\displaystyle \psi }، {\displaystyle \chi } استفاده می‌شود.

## مفاهیم پایه
شرح ذیل حدود یک حساب گزاره‌ای استاندارد را مشخص می‌کند. فرموله سازی‌های بسیاری وجود دارند که همه تقریباً در اصل یکسانند اما دارای تفاوت‌هایی در جزییات زیر هستند:
۱- زبان، که در واقع مجموعهٔ خاصی از نمادهای ابتدایی و عملگر هاست.
۲- مجموعهٔ اصول یا فرمول‌های مشخص
۳- مجموعه قواعد استنتاج
می‌توانیم هر گزاره داده شده را با یک حرف که آن را یک ثابت گزاره‌ای می‌نامیم نمایش دهیم که این کار متناظر با نمایش دادن اعداد با حروف الفبا در ریاضیات است برای مثال {\displaystyle a=5}. لازم است که تمام گزاره‌ها دقیقاً یکی از دو ارزش ممکن یعنی صحیح یا غلط را داشته باشند. برای مثال {\displaystyle P} را گزاره‌ای در نظر بگیرید که " بیرون باران می‌بارد ". این گزاره اگر باران ببارد صحیح و در غیر این صورت غلط خواهد بود.
با شروع از نقیض عملگرهای درستی را تعریف می‌کنیم. برای نمایش نقیض {\displaystyle P}  از {\displaystyle \neg P} استفاده می‌کنیم، که می‌تواند تکذیب گزاره {\displaystyle P} تلقی شود. در مثال فوق {\displaystyle \neg P} بیان می‌کند که «الان بیرون باران نمی‌بارد». زمانی که {\displaystyle P} درست باشد، {\displaystyle \neg P} غلط است و زمانی که {\displaystyle \neg P} درست باشد،{\displaystyle P} غلط خواهد بود. {\displaystyle \neg \neg P}  همواره همان مقدار درستی {\displaystyle P} را دارد.

### ترکیب عطفی
یک تابع درستی است که از دو گزاره ساده‌تر مثلاً {\displaystyle P} و {\displaystyle Q} ، یک گزاره مرکب می‌سازد. ترکیب عطفی {\displaystyle P} و {\displaystyle Q} به صورت {\displaystyle P\land Q} نوشته می‌شود  و بصورت " {\displaystyle P} و {\displaystyle Q} " آن را می‌خوانیم. برای هر دو گزاره‌ای چهار وضعیتِ ممکن از مقادیر درستی وجود دارد:
1- {\displaystyle P}  درست و {\displaystyle Q} درست باشد
2- {\displaystyle P} درست و {\displaystyle Q} غلط باشد
3- {\displaystyle P} غلط و {\displaystyle Q} درست باشد
4- {\displaystyle P} غلط و {\displaystyle Q} غلط باشد
ترکیب عطفی {\displaystyle P} و {\displaystyle Q} در مورد یک درست و در سایر موارد غلط است. هنگامی که {\displaystyle P} گزاره‌ای باشد که «بیرون باران می‌بارد» و {\displaystyle Q} گزاره‌ای باشد که «یک جبههٔ هوای سرد در اطراف کانزاس است»، {\displaystyle P\land Q} تنها زمانی درست است که:
بیرون باران ببارد و یک جبههٔ هوای سرد در اطراف کانزاس باشد. 
اگر بیرون باران ببارد و جبههٔ هوای سرد در کانزاس نباشد {\displaystyle P\land Q} غلط خواهد بود.
اگر بیرون باران نبارد و جبههٔ هوای سرد در کانزاس باشد {\displaystyle P\land Q} غلط خواهد بود.
اگر بیرون باران نبارد و جبههٔ هوای سرد در کانزاس نباشد {\displaystyle P\land Q} غلط خواهد بود.

### ترکیب فصلی
ترکیب فصلی از آن جهت که یک گزاره مرکب از دو گزاره ساده‌تر تولید می‌کند مشابه ترکیب عطفی است. ترکیب فصلی را به {\displaystyle P\vee Q} نمایش می‌دهیم که "{\displaystyle P} یا {\displaystyle Q}" خوانده می‌شود. 
این گزاره بیان می‌کند که یا {\displaystyle P} درست است، یا {\displaystyle Q} درست است، یا هردو درست هستند؛ بنابراین در مثال‌های بالا ترکیب فصلی {\displaystyle P} و {\displaystyle Q} در تمام موارد غیر از مورد چهارم، درست است. طبق مثال قبلی ترکیب فصلی بیان می‌کند که یا باران می‌بارد یا یک جبهه هوای سرد بر فراز کانزاس است.
توجه شود که ترکیب فصلی باید به نوعی استفاده از واژه "یاً را شبیه‌سازی کند اما بیشتر شبیه "یا عمومی" است، که برای نشان دادن صحیح بودن حداقل یکی از دو گزاره استفاده می‌شود. پس ترکیب فصلی با "یا انحصاری" در زبان انگلیسی که نشان دهنده درست بودن دقیقاً یکی از دو گزاره است تفاوت دارد. به عبارت دیگر "یا انحصاری" زمانی که هر دو گزاره {\displaystyle P} و {\displaystyle Q} درست باشند غلط خواهد بود (مانند مورد اول). مثالی از یا انحصاری به شکل زیر خواهد بود: "شما می‌تواند پاستا یا سالاد بخورید، نه هر دو را". معمولاً در گفتگوهای عادی زبانی عبارت "ولی نه هر دو" حذف می‌شود اما به‌طور ضمنی مورد نظر است. در ریاضیات همیشه منظور از یا همان "یا عمومی است"، در صورتی که "یا انحصاری مورد نظر باشد به‌طور صریح، احتمالاً با استفاده از "xor" مشخص می‌شود

### ترکیب شرطی
ترکیب شرطی نیز دو گزاره ساده‌تر را با هم ترکیب می‌کند و آن را با {\displaystyle P\rightarrow Q} نمایش می‌دهیم که خوانده می‌شود "اگر {\displaystyle P} آنگاه {\displaystyle Q}". گزاره سمت چپ "شرط مقدم" و گزاره سمت راست "شرط موخر" خوانده می‌شود (از آنجا که ترکیب فصلی و عطفی شرکت پذیر هستند چنین مشخصه‌ای برای آن‌ها تعریف نمی‌شود).

### بسته بودن نسبت به عملیات
منطق گزاره‌ای نسبت به عملگرهای درستی نگهدار بسته است. یعنی برای هر گزاره {\displaystyle \varphi \,\!}, {\displaystyle \neg \varphi \,\!} هم یک گزاره است. برای مثال برای هر دو گزاره {\displaystyle \varphi \,\!} {\displaystyle \psi \,\!}, {\displaystyle \varphi \land \psi \,\!} هم یک گزاره است که به‌طور مشابه برای ترکیب فصلی، ترکیب شرطی و ترکیب دو شرطی هم برقرار است. این بیان می‌کند که از آنجا که {\displaystyle P\land Q} یک گزاره است می‌تواند با گزاره‌ای دیگر عطف شود. برای نمایش دادن این رابطه باید با استفاده از پرانتزها مشخص کنیم که کدام گزاره‌ها با هم عطف می‌شوند. برای نمونه {\displaystyle P\land Q\land R} یک رابطه خوش ساخت نیست زیرا نمی‌دانیم که داریم {\displaystyle P\land Q} با {\displaystyle R} عطف می‌کنیم یا {\displaystyle P} با {\displaystyle Q\land R}. بنابراین یا باید بنویسیم  {\displaystyle (P\land Q)\land R} تا اولی را نمایش دهیم با باید بنویسیم {\displaystyle P\land (Q\land R)} تا نشان دهیم که شکل دوم مد نظر بوده‌است. با ارزیابی شرایط درستی در می‌یابیم که هر دو عبارت شرایط درستی یکسانی دارند و به‌طور جامع تر هر گزاره‌ای که با چینش دلخواهی از ترکیب ای عطفی ساخته شود، صرف نطر از جایگاه پرانتزها مقادیر درستی ثابتی خواهد داشت. این به خاطر آن است که ترکیب عطفی خاصیت پخشی دارد اما این موضوع نباید باعث شود وجود پرانتزها را بی‌دلیل بدانیم. به عنوان نمونه مقادیر درستی عبارت {\displaystyle P\land (Q\vee R)} با عبارت  {\displaystyle (P\land Q)\vee R} یکسان نیست، بنابراین این‌ها عبارت‌های متفاوتی هستند که با توجه به قرارگیری پرانتزها از هم متمایز می‌شوند. خواننده می‌تواند این موضوع را با استفاده از جدول درستی تحقیق کند.
نکته: برای هر تعداد دلخواه از ورتنده‌های گزاره‌ای می‌توانیم مجموعه متناهی از حالت‌های ممکن برای مقادیر درستی آن‌ها را ارائه دهیم. یک راه ساده برای تولید این لیست استفاده از جداول درستی است. برای هر مجموعه {\displaystyle k} تایی از ورتنده‌های گزاره‌ای از حروف {\displaystyle P}, {\displaystyle Q}, …, {\displaystyle Z} استفاده می‌کنیم. در زیر این لیست {\displaystyle 2^{k}} ردیف خالی می‌گذاریم. زیر {\displaystyle P} نیمهٔ اول ردیف‌ها را با «درست» (T) و نیمهٔ دوم را با «غلط» (F) پر می‌کنیم. زیر {\displaystyle Q} یک چهارم را با T، یک چهارم بعدی را با F، یک چهارم سوم را با T و در نهایت یک چهارم آخر را با F پر می‌کنیم. ستون بعدی برای هر یک هشتم ردیف‌ها، ستون بعد تر برای هر یک شانزدهم و در نهایت ستون آخر برای هر ردیف بین مقادیر T و F نوسان می‌کند. این فرایند یک لیست کامل از نگاشت‌های درستی ممکن برای گزاره‌های اولیه را ارائه می‌دهد.

### استدلال
حساب گزاره‌ای می‌تواند یک استدلال را به عنوان مجموعه‌ای از گزاره‌ها تعریف کند. یک استدلال معتبر مجموعه‌ای از گزاره هاست که آخرین آن‌ها بر اساس بقیه نتیجه می‌شود. هر گزاره‌ای که در تعریف فوق صدق نکند مردود شناخته می‌شود. ساده‌ترین استدلال معتبر   وضع مقدم است، که نمونه‌ای از آن در ذیل آمده‌است:
{\displaystyle {\begin{array}{rl}1.&P\rightarrow Q\\2.&P\\\hline \therefore &Q\end{array}}}
این مجموعه‌ای از سه گزاره است که گزاره سوم از دو گزاره قبلی نتیجه می‌شود. به دو گزاره اول «فرض» و به گزاره سوم «نتیجه» می‌گوییم. می‌گوییم گزاره دلخواه {\displaystyle C} از مجموعه گزاره‌های {\displaystyle (P_{1},...,P_{n})} نتیجه می‌شود اگر زمانی که تمام گزاره‌های {\displaystyle (P_{1},...,P_{n})} درست باشند {\displaystyle C} هم درست باشد. در استدلال بالا برای هر {\displaystyle P} و {\displaystyle Q} هنگامی که {\displaystyle P\rightarrow Q} و {\displaystyle P} درست باشند، لزوماً  {\displaystyle Q} هم درست خواهد بود. توجه شود که زمانی که {\displaystyle P} درست باشد حالت‌های ۳و۴ از جدول درستی را نمی‌توانیم در نظر بگیریم. هنگامی که {\displaystyle P\rightarrow Q} درست باشد هم حالت دوم را نمی‌توانیم در نظر بگیریم پس تنها حالت ۱ باقی می‌ماند که هم {\displaystyle P} و هم {\displaystyle Q} درست هستند؛ بنابراین {\displaystyle Q} بر اساس فرض‌ها نتیجه می‌شود.
{\displaystyle {\begin{array}{rl}1.&\ P\rightarrow \ Q\\2.&\ P\\\hline \therefore &\ Q\end{array}}}
بقیه شکل‌های استدلال علی رغم سادگی لزوماً مورد نیاز نیستند. در کنار مجموعهٔ کاملی از اصول وضع مقدم برای اثبات تمام استدلال‌های دیگر در حساب گزاره‌ای کافی است. توجه شود که این وضع د
ویژگی برجسته استدلال در حساب گزاره‌ای آن است که می‌توان بر اساس استدلال‌های ثابت شده، استدلال‌های درست جدید به دست آورد. در اولین مثال بالا، با دو فرض داده شده نمی‌توان در مورد درستی {\displaystyle Q} اظهار نظری کرد اما بعد از استدلال درستی {\displaystyle Q} نتیجه‌گیری می‌شود؛ بنابراین یک نظام قیاسی را به صورت مجموعهٔ تمام گزاره‌هایی که می‌توانند از هم نتیجه‌گیری شوند تعریف می‌کنیم. برای نمونه بر پایه مجموعه گزاره‌های {\displaystyle A=\{P\lor Q,\neg Q\land R,(P\lor Q)\rightarrow R\}}، می‌توانیم سامانه قیاسی {\displaystyle \Gamma } را که جامع تمام گزاره‌های نتیجه شونده از {\displaystyle A} است تعریف کنیم.  تصریح همواره مفروض است بنابراین {\displaystyle P\lor Q,\neg Q\land R,(P\lor Q)\rightarrow R\in \Gamma } . همچنین بر اساس عضو اول و آخر {\displaystyle A} و نیز وضع مقدم، {\displaystyle R} نتیجه می‌شود پس {\displaystyle R\in \Gamma }. از آنجا که هنوز اصول به حد کافی غامض را معرفی نکرده‌ایم نمی‌توانیم نتیجه‌گیری دیگری داشته باشیم؛ بنابراین با وجود اینکه عمده سیستم‌های استنتاجی مورد مطالعه در حساب گزاره‌ای قادر به نتیجه‌گیری {\displaystyle (P\lor Q)\leftrightarrow (\neg P\rightarrow Q)} هستند، این سیستم ضعیف تر از آن است که بتواند چنین گزاره‌ای را ثابت کند.

## توصیف کلی یک حساب گزاره‌ای
یک حساب گزاره‌ای یک سیستم صوری {\displaystyle {\mathcal {L}}={\mathcal {L}}\left(\mathrm {A} ,\ \Omega ,\ \mathrm {Z} ,\ \mathrm {I} \right)} است به‌طوری‌که:
مجموعهٔ "آلفا" {\displaystyle \mathrm {A} } یک مجموعهٔ متناهی از اعضا موسوم به "نمادهای گزاره‌ای" یا "متغیرهای گزاره‌ای" است. از نظر نحوی این‌ها ساده‌ترین عناصر سازنده زبان نحوی {\displaystyle {\mathcal {L}}} یا همان "  فرمول‌های اتمی" هستند. در مثال‌های پیش رو اعضای {\displaystyle \mathrm {A} } را عمدتاً با حروف {\displaystyle p}, {\displaystyle q}, {\displaystyle r} و … نشان می‌دهیم.
مجموعهٔ "امگا" {\displaystyle \Omega } یک زیرمجموعهٔ متناهی از اعضا موسوم به " عملگرها یا رابط‌های منطقی است. مجموعهٔ {\displaystyle \Omega } به شکل زیر به زیرمجموعه‌های مستقل  افراز مجموعه می‌شود:
{\displaystyle \Omega =\Omega _{0}\cup \Omega _{1}\cup \ldots \cup \Omega _{j}\cup \ldots \cup \Omega _{m}.}
در این افراز، {\displaystyle \Omega _{j}} مجموعهٔ عملگرها از  Arity
{\displaystyle j} است.
در حساب شناخته شده تر گزاره‌ای، {\displaystyle \Omega } را معمولاً به شکل زیر افراز می‌کنیم:
{\displaystyle \Omega _{1}=\{\lnot \},}
{\displaystyle \Omega _{2}\subseteq \{\land ,\lor ,\rightarrow ,\leftrightarrow \}.}
مرسوم است که مقادیر ثابت درستی را عملگرهایی از مرتبه صفر در نظر می‌گیریم، بنابراین:
{\displaystyle \Omega _{0}=\{0,1\}.\,\!}
بعضی مؤلفان از نماد  تیلدا(~)، به جای ¬ و بعضی دیگر از آمرسان (&) یا پیشوند K با جای ∧ استفاده می‌کنند. نمادگزاری برای مجموعهٔ مقادیر منطقی حتی متنوع تر است، به گونه‌ای که نمادهای {false, true}, {F, T}, or {\displaystyle \{\bot ,\top \}} در متون مختلف به جای {۰, ۱} استفاده می‌شوند.
مجموعهٔ «زتا» {\displaystyle \mathrm {Z} } یک مجموعهٔ متناهی از قواعد ترادیسی است که در کاربردهای منطقی اصطلاحاً قوانین استنتاج خوانده می‌شوند.
مجموعه «یوتا» {\displaystyle \mathrm {I} } یک مجموعهٔ متناهی از نقاط اولیه است که وقتی قرار است به‌طور منطقی مفهوم شوند اصل موضوعی خوانده می‌شوند.
زبان {\displaystyle {\mathcal {L}}}، که با مجموعهٔ روابط خوش ساختش شناخته می‌شود، به‌طور استقرایی بر اساس قوانین زیر تعریف می‌شود:
۱- بر اساس قانون ۱، {\displaystyle p} یک رابطه است.
۲- بر اساس قانون ۲، {\displaystyle \neg p} یک رابطه است.
۳- بر اساس قانون ۱، {\displaystyle q} یک رابطه است.
۴- بر اساس قانون ۲، {\displaystyle (\neg p\lor q)} یک رابطه است.

## مثال ۱. یک سیستم ساده اصل موضوعی
فرض کنیم {\displaystyle {\mathcal {L}}_{1}={\mathcal {L}}(\mathrm {A} ,\Omega ,\mathrm {Z} ,\mathrm {I} )}، به‌طوری‌که {\displaystyle \mathrm {A} }, {\displaystyle \Omega }, {\displaystyle \mathrm {Z} }, {\displaystyle \mathrm {I} } به صورت زیر تعریف شده‌اند:
- مجموعه آلفا {\displaystyle \mathrm {A} }، مجموعه‌ای متناهی از نمادها است که به اندازه کافی بزرگ هست تا نیازهای یک مبحث را تأمین کند، برای مثال:

{\displaystyle \mathrm {A} =\{p,q,r,s,t,u\}.\,\!}
- از سه علامت ربط برای ترکیب‌های عطفی، فصلی و شرطی ({\displaystyle \wedge }, {\displaystyle \lor }, و {\displaystyle \rightarrow })، یکی را می‌توان به عنوان عملگر اصلی انتخاب نموده و دو عملگر دیگر بر اساس آن عملگر و عملگر نقیض ({\displaystyle \neg }) تعریف خواهند شد. در واقع تمام عملگرهای منطقی می‌توانند بر اساس یک عملگر کامل تعریف شوند. دوشرطی منطقی ({\displaystyle \leftrightarrow }) نیز می‌تواند بر اساس عطف و عملگر شرط منطقی تعریف شود، به این صورت که {\displaystyle a\leftrightarrow b} به صورت {\displaystyle (a\to b)\land (b\to a)} تعریف شود.

انتخاب نقیض و شرط منطقی به عنوان عملگرهای اصلی یک حساب گزاره‌ای هم ارز است با این که مجموعه امگا {\displaystyle \Omega =\Omega _{1}\cup \Omega _{2}} را به این صورت داشته باشیم که:
{\displaystyle \Omega _{1}=\{\lnot \},}
{\displaystyle \Omega _{2}=\{\rightarrow \}.}
- یکی از سیستم‌های اصل موضوعی، که توسط یان ووکاشویچ (به لهستانی: Jan Łukasiewicz) ارائه شده‌است، حسابی گزاره‌ای را به صورتی که در اینجا توضیح داده شده فرمولیزه می‌کند. اصول موضوعی، همگی حاصل جایگذاری متغیرها در گزاره‌های زیر هستند.

- {\displaystyle (p\to (q\to p))}

- {\displaystyle ((p\to (q\to r))\to ((p\to q)\to (p\to r)))}

- {\displaystyle ((\neg p\to \neg q)\to (q\to p))}

- قانون استنتاج، وضع مقدم است (یعنی، از {\displaystyle p} و {\displaystyle (p\to q)}، نتیجه می‌گیریم {\displaystyle q}). پس {\displaystyle a\lor b} به صورت {\displaystyle \neg a\to b}، و {\displaystyle a\land b} به صورت {\displaystyle \neg (a\to \neg b)} تعریف می‌شود.

## مثال ۲. دستگاه نتیجه‌گیری طبیعی
فرض کنیم {\displaystyle {\mathcal {L}}_{2}={\mathcal {L}}(\mathrm {A} ,\Omega ,\mathrm {Z} ,\mathrm {I} )}، به‌طوری‌که {\displaystyle \mathrm {A} }, {\displaystyle \Omega }, {\displaystyle \mathrm {Z} }, {\displaystyle \mathrm {I} } به صورت ذیل الذکر تعریف شده‌اند:
- مجموعه آلفا {\displaystyle \mathrm {A} }، مجموعه‌ای متناهی از نمادها است که برای تأمین نیازهای یک مبحث معین به اندازه کافی بزرگ هست. برای مثال:
{\displaystyle \mathrm {A} =\{p,q,r,s,t,u\}.\,\!}
- مجموعه امگا {\displaystyle \Omega =\Omega _{1}\cup \Omega _{2}} این گونه تقسیم‌بندی می‌شود:
{\displaystyle \Omega _{1}=\{\lnot \},}
{\displaystyle \Omega _{2}=\{\land ,\lor ,\rightarrow ,\leftrightarrow \}.}

در این مثال از حساب گزاره‌ای، هدف این است که قوانین استنتاج، برگرفته از قوانین استنتاج دستگاه موسوم به دستگاه نتیجه‌گیری طبیعی باشند. دستگاهی که در اینجا ارائه می‌شود فاقد هرگونه نقطه ابتدایی است. یعنی در تفسیر این دستگاه از عملیات منطقی، قضایا را از مجموعه‌ای تهی به عنوان اصول موضوعی استنتاج می‌شوند.
- مجموعه نقاط ابتدایی بحث خالی است. یعنی  {\displaystyle \mathrm {I} =\varnothing }.
- مجموعه قوانین استنتاج، {\displaystyle \mathrm {Z} }، این گونه توصیف می‌شود:

دستگاه گزاره‌ای ما دارای ده قانون نتیجه‌گیری است. این قوانین به ما اجازه می‌دهند تا از مجموعه‌ای از فرمول‌ها که به صورت پیش‌فرض درست تلقی شده‌اند، فرمول‌های صحیح دیگری را نتیجه بگیریم. نه قانون اول صرفاً بیان می‌کنند که چگونه می‌توان بعضی فرمول‌های خوش ساخت را از برخی دیگر نتیجه گرفت. اما آخرین قانون از استدلالی مبتنی بر فرض استفاده می‌کند، به این معنا که در پیش‌فرض این قانون، موقتاً فرض می‌کنیم که فرضیه‌ای اثبات نشده بخشی از فرمول‌های استنتاج شده ما باشد، تا امکان نتیجه گرفتن یک فرمول خاص دیگر را بررسی نماییم. از آنجا که نه قانون اول این کار را نمی‌کنند، آن‌ها را قوانین غیر فرض محور (به انگلیسی non-hypothetical) می‌خوانند و قانون دهم را قانون فرض محور (به انگلیسی hypothetical) نامیده‌اند.
در توصیف قوانین استنتاج، ممکن است برای سادگی در زبان فراتر از گزاره‌ها (به انگلیسی metalanguage: سیستمی برای گزاره‌هایی راجع به گزاره‌ها) از نماد جدید {\displaystyle \vdash } استفاده کنیم. این نماد، اختصاراً به معنی «نتیجه می‌دهد» می‌باشد و قالب استفاده از این نماد به صورت {\displaystyle \Gamma \vdash \psi } است، که در آن {\displaystyle \Gamma } مجموعه‌ای (نه لزوماً ناتهی) از فرمولهاست که فرض (مقدم) نامیده می‌شوند، و {\displaystyle \psi } فرمولی است که نتیجه (یا مؤخر) نام دارد. قانون استنتاجی که {\displaystyle \Gamma \vdash \psi } بیان می‌کند، به این معنی است که اگر تمام گزاره‌های عضو {\displaystyle \Gamma } قضیه باشند (یا مقدار درستی آن‌ها با اصول موضوعی یکسان باشد)، آنگاه {\displaystyle \psi } نیز یک قضیه خواهد بود. توجه نمایید که طبق تعریف عطف (به انگلیسی Conjunction introduction) خواهیم داشت که هرگاه {\displaystyle \Gamma } بیش از یک فرمول را شامل شود، می‌توان بی سادگی آن را به کمک عطف یا «و» منطقی آن‌ها را به یک گزاره مرکب کاهش داد. پس به این ترتیب می‌توان {\displaystyle \Gamma } را به جای یک مجموعه به صورت یک گزاره معرفی نماییم. مطلب دیگر آن که هرگاه {\displaystyle \Gamma } تهی باشد ممکن است آن را برای راحتی ننویسیم.
تعریف نقیضاز {\displaystyle (p\to q)} و {\displaystyle (p\to \neg q)}, نتیجه می‌گیریم {\displaystyle \neg p}.
یعنی، {\displaystyle \{(p\to q),(p\to \neg q)\}\vdash \neg p}.
حذف نقیضاز {\displaystyle \neg p}, نتیجه می‌گیریم {\displaystyle (p\to r)}.
یعنی، {\displaystyle \{\neg p\}\vdash (p\to r)}.
حذف دو منفیاز {\displaystyle \neg \neg p}, نتیجه می‌گیریم {\displaystyle p}.
یعنی، {\displaystyle \neg \neg p\vdash p}.
تعریف عطفاز {\displaystyle p} و {\displaystyle q}, نتیجه می‌گیریم {\displaystyle (p\land q)}.
یعنی، {\displaystyle \{p,q\}\vdash (p\land q)}.
حذف عطفاز {\displaystyle (p\land q)}, نتیجه می‌گیریم {\displaystyle p}.
از {\displaystyle (p\land q)}, نتیجه می‌گیریم {\displaystyle q}.
یعنی، {\displaystyle (p\land q)\vdash p} و {\displaystyle (p\land q)\vdash q}.
تعریف فصلاز {\displaystyle p}, نتیجه می‌گیریم {\displaystyle (p\lor q)}.
از {\displaystyle q}, نتیجه می‌گیریم {\displaystyle (p\lor q)}.
یعنی، {\displaystyle p\vdash (p\lor q)} و {\displaystyle q\vdash (p\lor q)}.
حذف فصلاز {\displaystyle (p\lor q)} و {\displaystyle (p\to r)} و {\displaystyle (q\to r)}, نتیجه می‌گیریم {\displaystyle r}.
یعنی، {\displaystyle \{p\lor q,p\to r,q\to r\}\vdash r}.
تعریف دوشرطیاز {\displaystyle (p\to q)} و {\displaystyle (q\to p)}, نتیجه می‌گیریم {\displaystyle (p\leftrightarrow q)}.
یعنی، {\displaystyle \{p\to q,q\to p\}\vdash (p\leftrightarrow q)}.
حذف دوشرطیاز {\displaystyle (p\leftrightarrow q)}, نتیجه می‌گیریم {\displaystyle (p\to q)}.
از {\displaystyle (p\leftrightarrow q)}, نتیجه می‌گیریم {\displaystyle (q\to p)}.
یعنی، {\displaystyle (p\leftrightarrow q)\vdash (p\to q)} و {\displaystyle (p\leftrightarrow q)\vdash (q\to p)}.
وضع مقدم (conditional elimination)از {\displaystyle p} و {\displaystyle (p\to q)}, نتیجه می‌گیریم {\displaystyle q}.
یعنی، {\displaystyle \{p,p\to q\}\vdash q}.
اثبات شرطی (تعریف استنتاج)از [قبول کردن این که {\displaystyle p} دلیل بر درستی {\displaystyle q} باشد]، نتیجه می‌گیریم {\displaystyle (p\to q)}.
یعنی، {\displaystyle (p\vdash q)\vdash (p\to q)}.

## شکل‌های پایه و مشتق استدلال
| Basic and Derived Argument Forms             | Basic and Derived Argument Forms                                                            | Basic and Derived Argument Forms |
| نام                                          | نتیجه‌گیری                                                                                   | توضیح |
| -------------------------------------------- | ------------------------------------------------------------------------------------------- | --- |
| وضع مقدم                                     | {\displaystyle ((p\to q)\land p)\vdash q}                                                   | اگر {\displaystyle p} آنگاه {\displaystyle q}؛ {\displaystyle p}؛ پس {\displaystyle q} |
| نفی تالی                                     | {\displaystyle ((p\to q)\land \neg q)\vdash \neg p}                                         | اگر {\displaystyle p} آنگاه {\displaystyle q}؛ not {\displaystyle q}؛ پس {\displaystyle p} نادرست است. |
| قیاس فرضیه‌ای                                 | {\displaystyle ((p\to q)\land (q\to r))\vdash (p\to r)}                                     | اگر {\displaystyle p} آنگاه {\displaystyle q}؛ اگر {\displaystyle q} آنگاه {\displaystyle r}؛ پس، اگر {\displaystyle p} آنگاه {\displaystyle r}                                                                                     |
| قیاس فصلی                                    | {\displaystyle ((p\lor q)\land \neg p)\vdash q}                                             | یا {\displaystyle p} درست است یا {\displaystyle q}، یا هردو؛ not {\displaystyle p}; پس، {\displaystyle q} |
| بحث سازنده (به انگلیسی Constructive Dilemma) | {\displaystyle ((p\to q)\land (r\to s)\land (p\lor r))\vdash (q\lor s)}                     | اگر {\displaystyle p} آنگاه {\displaystyle q}؛ و اگر {\displaystyle r} آنگاه {\displaystyle s}؛ ولی {\displaystyle p} یا {\displaystyle r}؛ پس {\displaystyle q} یا {\displaystyle s}                                               |
| بحث مخرب (به انگلیسی Destructive Dilemma)    | {\displaystyle ((p\to q)\land (r\to s)\land (\neg q\lor \neg s))\vdash (\neg p\lor \neg r)} | اگر {\displaystyle p} آنگاه {\displaystyle q}؛ و اگر {\displaystyle r} آنگاه {\displaystyle s}؛ ولی {\displaystyle q} نادرست باشد یا {\displaystyle s}نادرست باشد؛ پس {\displaystyle p} نادرست است یا {\displaystyle r} نادرست است. |
| بحث دو طرفه                                  | {\displaystyle ((p\to q)\land (r\to s)\land (p\lor \neg s))\vdash (q\lor \neg r)}           | اگر {\displaystyle p} آنگاه {\displaystyle q}؛ و اگر {\displaystyle r} آنگاه {\displaystyle s}؛ ولی {\displaystyle p} یا این که {\displaystyle s} نادرست باشد؛ پس {\displaystyle q} یا این که {\displaystyle r} نادرست است.         |
| ساده‌سازی                                     | {\displaystyle (p\land q)\vdash p}                                                          | {\displaystyle p} و {\displaystyle q} درست هستند؛ پس {\displaystyle p} درست است. |
| عطف منطقی                                    | {\displaystyle p,q\vdash (p\land q)}                                                        | {\displaystyle p} و {\displaystyle q} جداگانه درست هستند؛ پس به صورت توأم نیز درست هستند. |
| افزودن                                       | {\displaystyle p\vdash (p\lor q)}                                                           | {\displaystyle p} صحیح است؛ پس فصل ({\displaystyle p} یا {\displaystyle q}) نیز صحیح است. |
| توزیع شرط بر عطف                             | {\displaystyle ((p\to q)\land (p\to r))\vdash (p\to (q\land r))}                            | If {\displaystyle p} then {\displaystyle q}; and if {\displaystyle p} then {\displaystyle r}; therefore if {\displaystyle p} is true then {\displaystyle q} and {\displaystyle r} are true                                          |
| قوانین دمورگان (۱)                           | {\displaystyle \neg (p\land q)\vdash (\neg p\lor \neg q)}                                   | نقیض عبارت ({\displaystyle p} و {\displaystyle q}) هم ارز است با ({\displaystyle p} درست نباشد یا {\displaystyle q} درست نباشد) |
| قوانین دمورگان (۲)                           | {\displaystyle \neg (p\lor q)\vdash (\neg p\land \neg q)}                                   | نقیض عبارت ({\displaystyle p} یا {\displaystyle q}) هم ارز است با ({\displaystyle p}درست نباشد و نیز {\displaystyle q} درست نباشد)                                                                                                  |
| خاصیت جابجایی فصل                            | {\displaystyle (p\lor q)\vdash (q\lor p)}                                                   | ({\displaystyle p} یا {\displaystyle q}) هم ارز است با ({\displaystyle q} یا {\displaystyle p}) |
| خاصیت جابجایی عطف                            | {\displaystyle (p\land q)\vdash (q\land p)}                                                 | ({\displaystyle p} و {\displaystyle q}) هم ارز است با ({\displaystyle q} و {\displaystyle p}) |
| خاصیت جابجایی دوشرطی                         | {\displaystyle (p\leftrightarrow q)\vdash (q\leftrightarrow p)}                             | ({\displaystyle p} is equiv. to {\displaystyle q}) هم ارز است با ({\displaystyle q} is equiv. to {\displaystyle p}) |
| شرکت‌پذیری فصل                                | {\displaystyle (p\lor (q\lor r))\vdash ((p\lor q)\lor r)}                                   | {\displaystyle p} یا ({\displaystyle q} یا {\displaystyle r}) هم ارز است با ({\displaystyle p} یا {\displaystyle q}) یا {\displaystyle r}                                                                                           |
| شرکت‌پذیری عطف                                | {\displaystyle (p\land (q\land r))\vdash ((p\land q)\land r)}                               | {\displaystyle p} و ({\displaystyle q} و {\displaystyle r}) هم ارز است با ({\displaystyle p} و {\displaystyle q}) و {\displaystyle r}                                                                                               |
| توزیع عطف بر فصل                             | {\displaystyle (p\land (q\lor r))\vdash ((p\land q)\lor (p\land r))}                        | {\displaystyle p} و ({\displaystyle q} یا {\displaystyle r}) هم ارز است با ({\displaystyle p} و {\displaystyle q}) یا ({\displaystyle p} و {\displaystyle r})                                                                       |
| توزیع فصل بر عطف                             | {\displaystyle (p\lor (q\land r))\vdash ((p\lor q)\land (p\lor r))}                         | {\displaystyle p} یا ({\displaystyle q} و {\displaystyle r}) هم ارز است با ({\displaystyle p} یا {\displaystyle q}) و ({\displaystyle p} یا {\displaystyle r})                                                                      |
| حذف دو منفی                                  | {\displaystyle p\vdash \neg \neg p}                                                         | {\displaystyle p} هم ارز است با نادرستی نقیض {\displaystyle p} |
| عکس نقیض                                     | {\displaystyle (p\to q)\vdash (\neg q\to \neg p)}                                           | اگر {\displaystyle p} آنگاه {\displaystyle q} هم ارز است با اگر {\displaystyle q} نادرست باشد آنگاه {\displaystyle p} نادرست است.                                                                                                   |
| قانون استنتاج (۱)                            | {\displaystyle (p\to q)\vdash (\neg p\lor q)}                                               | اگر {\displaystyle p} آنگاه {\displaystyle q} هم ارز است با این که {\displaystyle p} نادرست باشد یا {\displaystyle q} |
| هم‌ارزی (۱)                                   | {\displaystyle (p\leftrightarrow q)\vdash ((p\to q)\land (q\to p))}                         | ({\displaystyle p} اگر و فقط اگر {\displaystyle q}) هم ارز است با (اگر {\displaystyle p} درست باشد آنگاه {\displaystyle q} درست است) و (اگر {\displaystyle q} درست باشد آنگاه {\displaystyle p} درست است)                           |
| هم‌ارزی (۲)                                   | {\displaystyle (p\leftrightarrow q)\vdash ((p\land q)\lor (\neg p\land \neg q))}            | ({\displaystyle p} اگر و فقط اگر {\displaystyle q}) هم ارز است با این که ({\displaystyle p} و {\displaystyle q} درست هستند) یا ({\displaystyle p} و {\displaystyle q} نادرست هستند)                                                 |
| هم‌ارزی (۳)                                   | {\displaystyle (p\leftrightarrow q)\vdash ((p\lor \neg q)\land (\neg p\lor q))}             | ({\displaystyle p} اگر و تنها اگر {\displaystyle q}) هم ارز است با، ({\displaystyle p} یا نقیض {\displaystyle q} درست است) و (نقیض {\displaystyle p} یا {\displaystyle q} درست است)                                                 |
| بیرون کشیدن (به انگلیسی Exportation)         | {\displaystyle ((p\land q)\to r)\vdash (p\to (q\to r))}                                     | از (اگر {\displaystyle p} و {\displaystyle q} درست باشند آنگاه {\displaystyle r} درست است) می‌توانیم اثبات کنیم (اگر {\displaystyle q} درست باشد آنگاه {\displaystyle r} درست است، اگر {\displaystyle p} درست باشد)                  |
| وارد کردن (به انگلیسی Importation)           | {\displaystyle (p\to (q\to r))\vdash ((p\land q)\to r)}                                     | اگر {\displaystyle p} آنگاه (اگر {\displaystyle q} پس {\displaystyle r}) هم ارز است با این که اگر {\displaystyle p} و {\displaystyle q} درست باشند آنگاه {\displaystyle r} درست است.                                                |
| راستگو (تاتولوژی یا همان‌گو) (۱)              | {\displaystyle p\vdash (p\lor p)}                                                           | این که {\displaystyle p} درست است هم ارز است با {\displaystyle p} است یا {\displaystyle p} درست است. |
| راستگو (تاتولوژی یا همان‌گو) (۲)              | {\displaystyle p\vdash (p\land p)}                                                          | این که {\displaystyle p} درست است هم ارز است با {\displaystyle p} است و {\displaystyle p} درست است. |
| اصل طرد ثالث                                 | {\displaystyle \vdash (p\lor \neg p)}                                                       | {\displaystyle p} یا نقیض {\displaystyle p} صحیح است. |
| قانون عدم تناقض                              | {\displaystyle \vdash \neg (p\land \neg p)}                                                 | این که ({\displaystyle p} و نقیض {\displaystyle p}) نادرست است، گزاره‌ای همواره درست است. |

## اثبات‌ها در حساب گزاره‌ای
یکی از استفاده‌های اصلی حساب گزاره‌ای، هنگامی که آن را معادل عملیات منطقی تفسیر نماییم، تشخیص روابط هم‌ارزی منطقی بین روابط گزاره‌ای است. این روابط هم‌ارزی به کمک قوانین استنتاج موجود تشخیص داده می‌شوند که به دنباله‌های آن‌ها اثبات یا استنتاج گفته می‌شود.
در ادامه، یک اثبات به صورت دنباله‌ای از خطوط شماره دار ارائه می‌شود که هر خط آن تنها یک رابطه را دربردارد، و به همراه آن دلیل یا توجیه صحت این رابطه نیز آمده‌است. هر پیش‌فرض برای استدلال، یعنی چیزی که به عنوان فرض از قبل پذیرفته شده، در ابتدای دنباله فهرست شده و به عنوان یک «پیش فرض» در محل توجیه موردنظر علامت‌گذاری شده‌است. نتیجه، در سطر پایانی بیان شده‌است. یک اثبات هنگامی کامل است که هر سطر، پیرو خط‌های پیشین با به‌کارگیری درست قوانین استنتاج باشد. (به عنوان یک راهکار متفاوت از این دستگاه، می‌توان روش نمودار تحلیل (درخت درستی)، یا به انگلیسی proof-trees، را معرفی نمود)

### مثالی از یک اثبات
- حکم این است که {\displaystyle A\to A}.
- یک راه ممکن برای اثبات این موضوع، که علی‌رغم درستی تعداد مراحل آن بیش از حد نیاز است، در ادامه آمده‌است:

| Example of a Proof | Example of a Proof               | Example of a Proof             |
| ردیف               | رابطه                            | دلیل                           |
| ------------------ | -------------------------------- | ------------------------------ |
| 1                  | {\displaystyle A\,\!}            | پیش فرض                        |
| 2                  | {\displaystyle A\lor A}          | از (۱) بر اساس تعریف فصل       |
| 3                  | {\displaystyle (A\lor A)\land A} | از (۱) و (۲) بر اساس تعریف عطف |
| 4                  | {\displaystyle A\,\!}            | از (۳) بر اساس 'حذف فصل'       |
| 5                  | {\displaystyle A\vdash A}        | جمع‌بندی (۱) تا (۴)             |
| 6                  | {\displaystyle \vdash A\to A}    | از (۵) بر اساس اثبات شرطی      |

رابطه {\displaystyle A\vdash A} را به این صورت تفسیر کنید که "به فرض درستی {\displaystyle A}، نتیجه می‌گیریم {\displaystyle A}". همچنین، رابطه {\displaystyle \vdash A\to A} را بخوانید «بدون هیچ فرضی نتیجه گرفتن {\displaystyle A}، نشان می‌دهد {\displaystyle A}"، یا "این یک راستگو (تاتولوژی) است که {\displaystyle A} نتیجه می‌دهد {\displaystyle A}"، یا به عبارت دیگر "این همواره صحیح است که {\displaystyle A} نتیجه می‌دهد {\displaystyle A}".

## صحت و کامل بودن قوانین
ویژگی بسیار مهم این مجموعه قوانین، صحت و کامل بودن آن است. به بیان شهودی، این بدان معنی است که قوانین درست هستند و به قوانین دیگری نیز نیاز نداریم. این ادعا را می‌توان همان‌طور که در ادامه خواهد آمد به صورت قاعده مند تری درآورد.
ما نگاشت درستی را به صورت تابعی تعریف می‌کنیم که متغیرهای گزاره‌ای را به یکی از مقادیر درست یا نادرست می‌نگارد، یا به عبارتی به هر گزاره یکی از مقادیر درست یا نادرست را نسبت می‌دهد. به‌طور شهودی، نگاشت درستی را می‌توان به صورت توصیف یک حالت امور یا دنیای ممکن تعبیر کرد، که در آن برخی جملات صحیح هستند و باقی نادرست هستند. پس مفهوم معناشناسی روابط را می‌توان این‌گونه به‌طور قاعده مند تعریف نمود که برای کدام «حالت امور» آن روابط درست تلقی می‌شوند، که تعریف زیر حاکی از همین موضوع است.
تعریف می‌کنیم که یک نگاشت درستی مانند {\displaystyle A\,}، رابطه‌ای خوش ساخت (که قبل تر در همین متن تعریف شده‌است) را با قوانین زیر اقناع می‌کند:
- {\displaystyle A\,} متغیر گزاره‌ای {\displaystyle P\,} را اقناع می‌کند اگر و فقط اگر {\displaystyle A(P)={\text{true}}\,}
- {\displaystyle A\,}، {\displaystyle \neg \phi \,} را اقناع می‌کند اگر و فقط اگر {\displaystyle A\,}، {\displaystyle \phi \,} را اقناع نکند
- {\displaystyle A\,}، {\displaystyle (\phi \land \psi )\,} را اقناع می‌کند اگر و فقط اگر {\displaystyle A\,} هر دو متغیر {\displaystyle \phi \,} و {\displaystyle \psi \,} را اقناع کند
- {\displaystyle A\,}، {\displaystyle (\phi \lor \psi )\,} را اقناع می‌کند اگر و فقط اگر {\displaystyle A\,} حداقل یکی از دو متغیر {\displaystyle \phi \,} یا {\displaystyle \psi \,} را اقناع نماید.
- {\displaystyle A\,}، {\displaystyle (\phi \to \psi )\,} را اقناع می‌کند اگر و فقط اگر این‌گونه نباشد که {\displaystyle A\,}، {\displaystyle \phi \,} را اقناع کند ولی {\displaystyle \psi \,} را اقناع نکند
- {\displaystyle A\,}، {\displaystyle (\phi \leftrightarrow \psi )\,} را اقناع می‌کند اگر و فقط اگر {\displaystyle A\,} هر دو متغیر {\displaystyle \phi \,} و {\displaystyle \psi \,} را اقناع کند یا این که هیچ‌کدام را اقناع نکند.

با داشتن این تعاریف، اکنون می‌توانیم به‌طور قاعده مند تعریف نماییم، این که مجموعه‌ای چون {\displaystyle S\,} از روابط، دلیل بر رابطه {\displaystyle \phi \,} باشد به چه معناست. باز به‌طور شهودی این جمله هنگامی درست است که در تمام دنیاهایی که با توجه به درستی روابط {\displaystyle S\,} ممکن هستند، {\displaystyle \phi \,} نیز برقرار باشد. به عبارتی، در هر حالتی از امور که مجموعه روابط {\displaystyle S\,} در آن برقرار باشد، رابطه {\displaystyle \phi \,} نیز درست باشد. بر اساس این تعریف شهودی، به این تعریف قاعده مند خواهیم رسید: می‌گوییم مجموعه {\displaystyle S\,} از رابطه‌های خوش ساخت، به لحاظ معنایی دلیل بر رابطه خوش ساخت {\displaystyle \phi \,} است، هنگامی که هر نگاشت درستی که تمام رابطه‌های عضو {\displaystyle S\,} را اقناع می‌کند، {\displaystyle \phi \,} را نیز اقناع نماید.
در پایان، دلالت بر اساس قواعد ترکیب را این گونه تعریف می‌کنیم که {\displaystyle S\,} به لحاظ ترکیبی دلیل بر {\displaystyle \phi \,} است، هنگامی که بتوان {\displaystyle \phi \,} را بر اساس قوانین استنتاج (که قبل تر توضیح داده شد) در متناهی مرحله از روابط مجموعه {\displaystyle S\,} نتیجه گرفت؛ بنابراین می‌توانیم به‌طور دقیق صحت و کامل بودن را مطابق زیر تعریف نماییم:
صحتاگر مجموعه {\displaystyle S\,} از رابطه‌های خوش ساخت، بر اساس قواعد ترکیب، دلیل بر رابطه خوش ساخت {\displaystyle \phi \,} باشد، آنگاه {\displaystyle S\,} به لحاظ معنایی نیز دلیل بر {\displaystyle \phi \,} است.
کامل بودناگر مجموعه {\displaystyle S\,} از رابطه‌های خوش ساخت، به لحاظ معنایی دلیل بر رابطه خوش ساخت {\displaystyle \phi \,} باشد، آنگاه {\displaystyle S\,} بر اساس قواعد ترکیب نیز دلیل بر {\displaystyle \phi \,} است.
برای مجموعه قوانین فوق، این دو شرط برقرار هستند.